# Congregación de los Hermanos Maristas
La Congregación de los Hermanos Maristas es una congregación religiosa católica que forma parte de la Familia Marista. Fue fundada en La Valla-en-Gier, departamento de Loira, Francia, el 2 de enero de 1817 por San Marcelino Champagnat, un sacerdote de la arquidiócesis de Lyon que fue canonizado el 18 de abril de 1999 por Juan Pablo II.
La congregación está formada por aproximadamente 3.800 hermanos en todo el mundo. No son clérigos; de hecho, en la selección de postulantes para el noviciado, no se aceptan personas que aspiran a recibir el sacerdocio; con ello, se trata de asegurar que los internos tengan aptitudes para educar, a pesar de esto, en la propia página web de la congregación marista afirma que tienen sacerdotes dentro de su congregación. 
El Instituto ofrece tres programas de formación: el Postulantado (o Pre Noviciado), el Noviciado y el Escolasticado (o Post Noviciado). Los hermanos maristas se dedican a dirigir escuelas primarias, secundarias, universidades, escuelas industriales, orfanatos y casas de acogida en 79 países de los cinco continentes.
El actual Superior General de la Congregación de los Hermanos Maristas es el hermano Ernesto Sánchez, elegido el 3 de octubre de 2017 Archivado el 23 de noviembre de 2021 en Wayback Machine., para un período de 8 años. Es el XIV Superior General de la Congregación y tiene residencia en Roma-Italia.

## Historia

### Marcelino Champagnat y losHermanitos de María

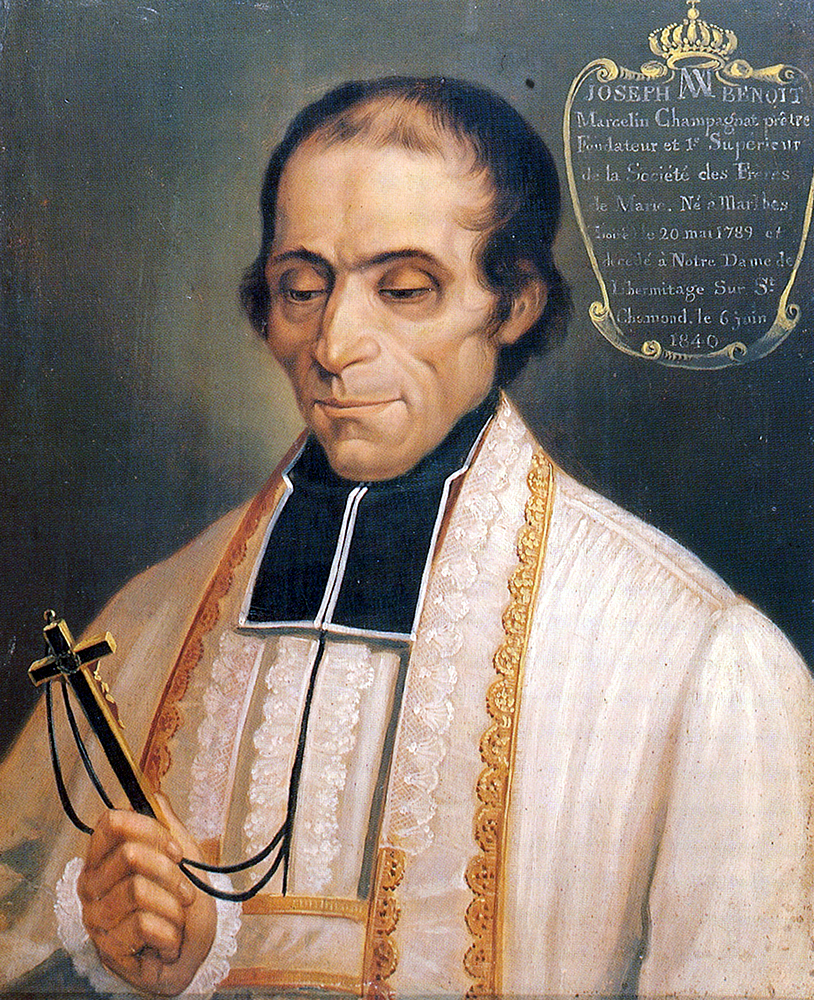
San Marcelino Champagnat.

El Instituto de los Hermanos Maristas fue fundado en Francia, en el poblado de La Valla-en-Gier, cercano a Lyon, el día 2 de enero de 1817, con el nombre de los Hermanitos de María (Petits Frères de Marie), por San Marcelino Champagnat y un grupo de sacerdotes ordenados en 1816. Aunque el Instituto no formaba parte del plan inicial del Padre Courveille -iniciador de la Sociedad de María y superior de facto-, y pese a la oposición de algunos de sus compañeros, Champagnat les insistió repetidas veces, desde los primeros diálogos en el seminario, sobre la idea de realizar una fundación de Hermanos educadores dentro de la Sociedad de María. Marcelino tenía 17 años.
En este entonces, surgió un original sistema de educación rural, considerado utópico y excepcional pero de gran trascendencia: la pedagogía de alternancia. Una clase de pedagogía en la que su creador, el sacerdote Pierre-Joseph Granereau, optó por priorizar "el sentido común a las formas rígidas, el acceso popular a los conocimientos y la utilización integral de recursos disponibles", alternando un período en la escuela (rural) y uno en el predio familiar. Champagnat conocía la realidad de la educación rural en Francia después de la revolución y no tenía una buena opinión de ella: maestros incompetentes, bohemios y que solían maltratar a los alumnos (de hecho, la razón por la cual abandonó la escuela fue precisamente el castigo que un profesor le aplicó a uno de sus compañeros). 
Es así como en noviembre de 1818 funda la primera escuela en su pueblo natal, Marlhes, y al año siguiente se formó en torno suyo un grupo de diez sacerdotes Maristas que, unidos a los diez del padre Jean Claude Colin, formaron el núcleo fundacional de la Sociedad de María en su parroquia de La Valla. Durante bastantes años Champagnat se encargó de la formación en L'Hermitage de los Padres Maristas, al mismo tiempo que formaba a sus propios Hermanos (Maristas) de enseñanza. En 1830 fue elegido rector provincial marista para la diócesis de Lyon.
En 1836 parte para las misiones en Oceanía, el primer contingente Marista, formado por el obispo Pompallier junto a cuatro sacerdotes maristas, entre ellos el primer santo marista, el obispo san Pedro Chanel y tres Hermanos Maristas del padre Champagnat. Grande fue el deseo de Champagnat de acompañar las misiones, pero la obra de los Hermanos lo retenía; lo compensó enviando varios otros contingentes de sus Hermanos como colaboradores de los Padres y dando a la Iglesia católica los primeros Hermanos mártires.
En adelante, los pedidos de nuevas fundaciones se hicieron tan perentorios, que a la fecha de la muerte de Marcelino Champagnat, en 1840, existían 48 escuelas fundadas donde se educaban unos 7000 alumnos. En el mismo lapso de tiempo, Champagnat dejó 280 Hermanos, más 49 que ya habían fallecido.

### Reconocimiento pontificio y difusión

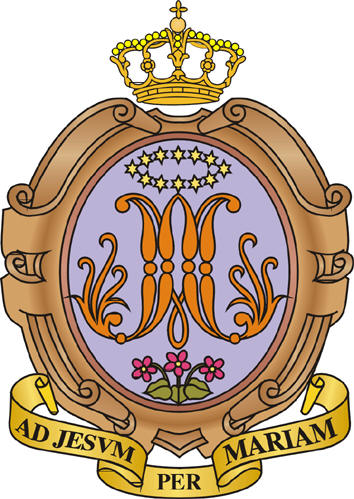
Emblema original de los Hermanos Maristas.

El nombre original de la congregación era el de Petits Fréres de Marie (Hermanitos de María). Sin embargo, desde la aprobación de la congregación como Instituto de Derecho Pontificio por el papa Pío IX en enero de 1863, la Santa Sede le otorgó el nombre oficial de Fratres Maristae Scholarum (Hermanos Maristas de la Enseñanza, con la sigla en latín F.M.S.), nombre con el que se les conoce en la actualidad.
Con la llegada del siglo XX, los Hermanos Maristas afrontaron una serie de dificultades que se interponían en su misión de educar. En 1903 habían sido expulsados de Francia, país donde se fundó la Congregación. Después del período imperialista el mundo estaba en época de crisis, y los Maristas no estuvieron ajenos a ello. Cuando estalló la Primera Guerra Mundial, alrededor de 1.037 Hermanos fueron obligados a alistarse en los ejércitos de sus respectivos países, muriendo alrededor de 136 y quedando heridos unos 400. En la Guerra Civil de España, país donde provienen muchos Hermanos Maristas, fueron asesinados unos 172 hermanos y 57 fallecieron en combate. Durante la Segunda Guerra Mundial la situación no fue diferente: unos 800 Hermanos fueron movilizados y 80 fallecieron.
Además de todos estos conflictos bélicos que atentaron contra las vidas de cientos de Hermanos, los miembros de la Congregación sufrieron persecución en muchos países durante el siglo XX: España (1909 y 1936), México (1914, 1924, 1926, 1932 y 1982), Alemania (1937), Grecia (1916 y 1941), Egipto (1941), China (1906 y 1950), Zaire (1964), Siria (1967), Nigeria (1967), Cuba (1961), Angola y Mozambique (1975), Argelia (1976 y 1994), Rodesia (1978), Líbano (1983 y 1986) y Ruanda (1994). En este último país estaba ocurriendo el genocidio entre los hutus y los tutsis, y cuatro hermanos de origen español fueron asesinados mientras atendían un campo de refugiados ruandeses en Nyamirangwe, Zaire, el 31 de octubre de 1996. Los Hermanos Fernando de la Fuente de la Fuente, Miguel Ángel Isla Lucio, Servando Mayor García y Julio Rodríguez Jorge son recordados hasta el día de hoy por la comunidad marista como "Los Mártires de Bugobe (o de Zaire)".
Marcelino Champagnat fue canonizado el 18 de abril de 1999 por el papa Juan Pablo II.

## Superiores Generales
La Hermandad Marista está dirigida por un "Superior General", quien, acompañado por el "Vicario General" y un "Consejo General", deben velar por el crecimiento y la administración de las obras maristas repartidas por el mundo, desde la Casa General con sede en Roma, Italia. Los superiores generales de la Congregación de los Hermanos Maristas han sido 16 a lo largo de su historia, de los cuales 10 son de nacionalidad francesa, incluyendo al Padre Champagnat. El primer Superior no nacido en el país galo fue el Hermano Charles-Raphaël, proveniente de Bélgica. La lista completa figura a continuación:

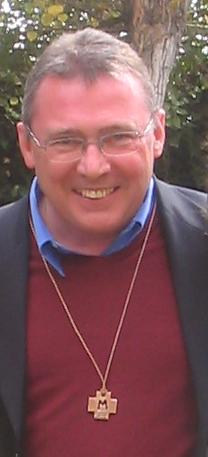
Hermano Seán Sammon, Superior general entre 2001 y 2009, en una visita a Santiago, Chile.

| Hermano                              | Nombre de nacimiento                    | Período   | País           |
| ------------------------------------ | --------------------------------------- | --------- | -------------- |
| San Marcelino Champagnat, presbítero | Marcelino José Benito Champagnat Chirat | 1817-1840 | Francia        |
| Francisco                            | Gabriel Rivat                           | 1840-1860 | Francia        |
| Luis María                           | Pierre-Alexis Labrosse                  | 1860-1879 | Francia        |
| Néstor                               | Jean-Baptiste Granier                   | 1880-1883 | Francia        |
| Teófano                              | Louis-Adrien Durand                     | 1883-1907 | Francia        |
| Estratónico                          | Antoine Usclard                         | 1907-1920 | Francia        |
| Diógenes                             | Henri Becuwe                            | 1920-1942 | Francia        |
| Michaelis                            | Auguste T. Ménégaud                     | 1942-1945 | Francia        |
| Odulfo                               | Jean–Baptiste Villez                    | 1945-1946 | Francia        |
| Léonidas                             | François-Joseph Garrigue                | 1946-1958 | Francia        |
| Carlos-Rafael                        | Jean-Nicolas Ergen                      | 1958-1967 | Bélgica        |
| Basilio                              | Diego Basilio Rueda Guzmán              | 1967-1985 | México         |
| Charles                              | Charles Howard                          | 1985-1993 | Australia      |
| Benito                               | Benito Arbués Rubiol                    | 1993-2001 | España         |
| Seán Sammon                          | Seán D. Sammon                          | 2001-2009 | Estados Unidos |
| Emili Turú                           | Emili Turú Rofes                        | 2009-2017 | España         |
| Ernesto Sánchez                      | Ernesto Sánchez Barba                   | 2017-     | México         |

## Presencia en el mundo

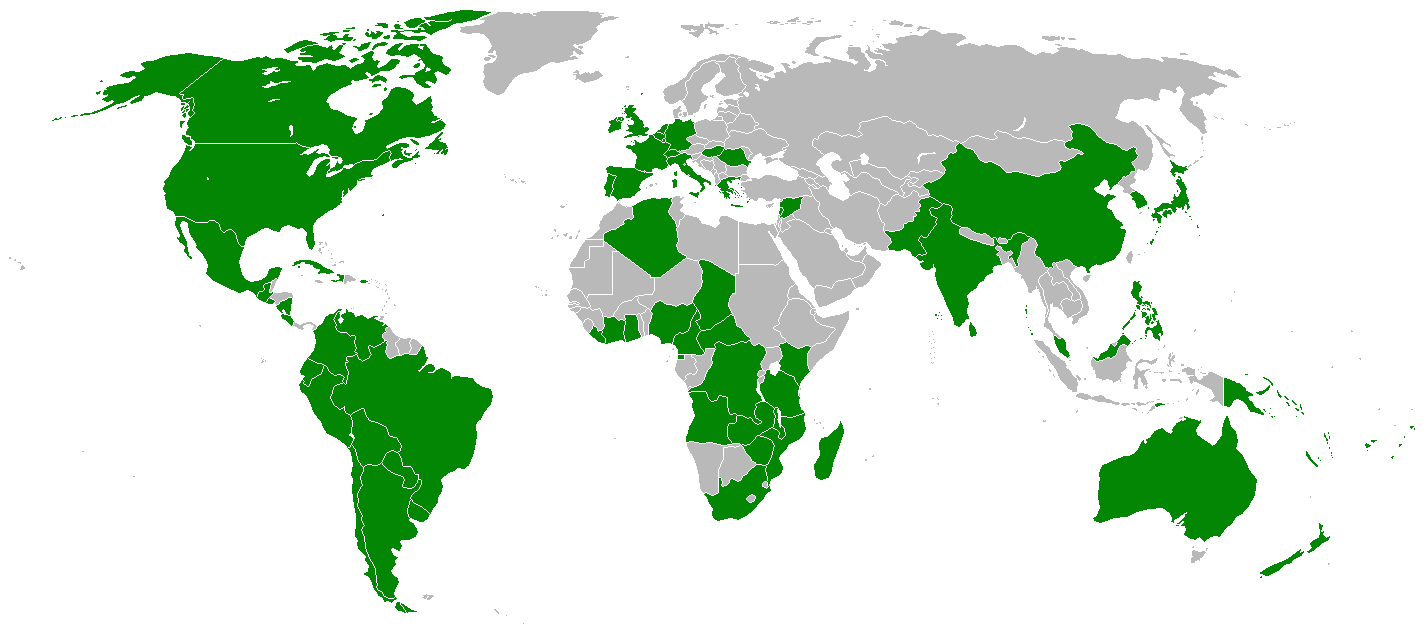
Hermanos Maristas en el mundo.

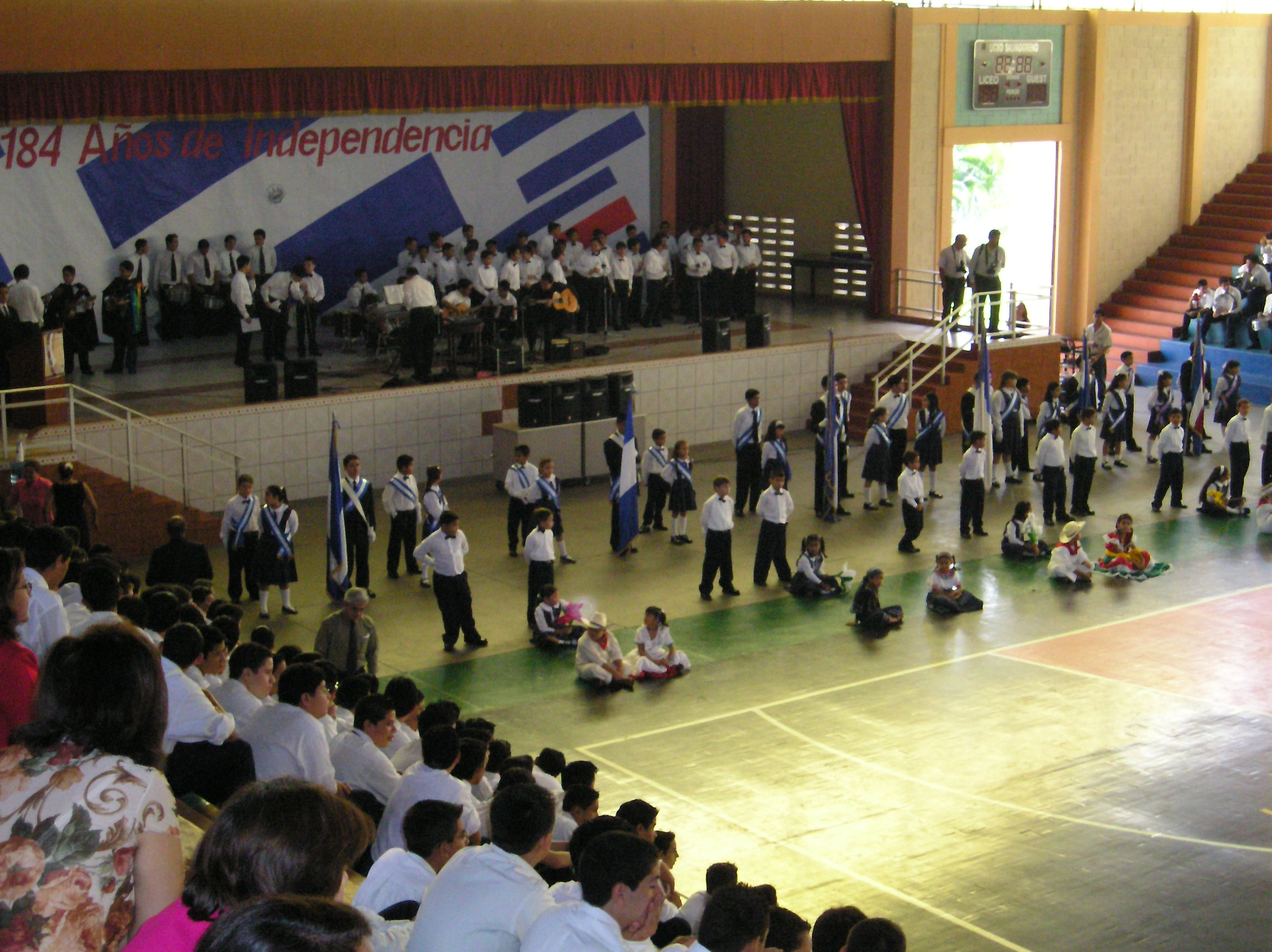
Liceo Salvadoreño, El Salvador.

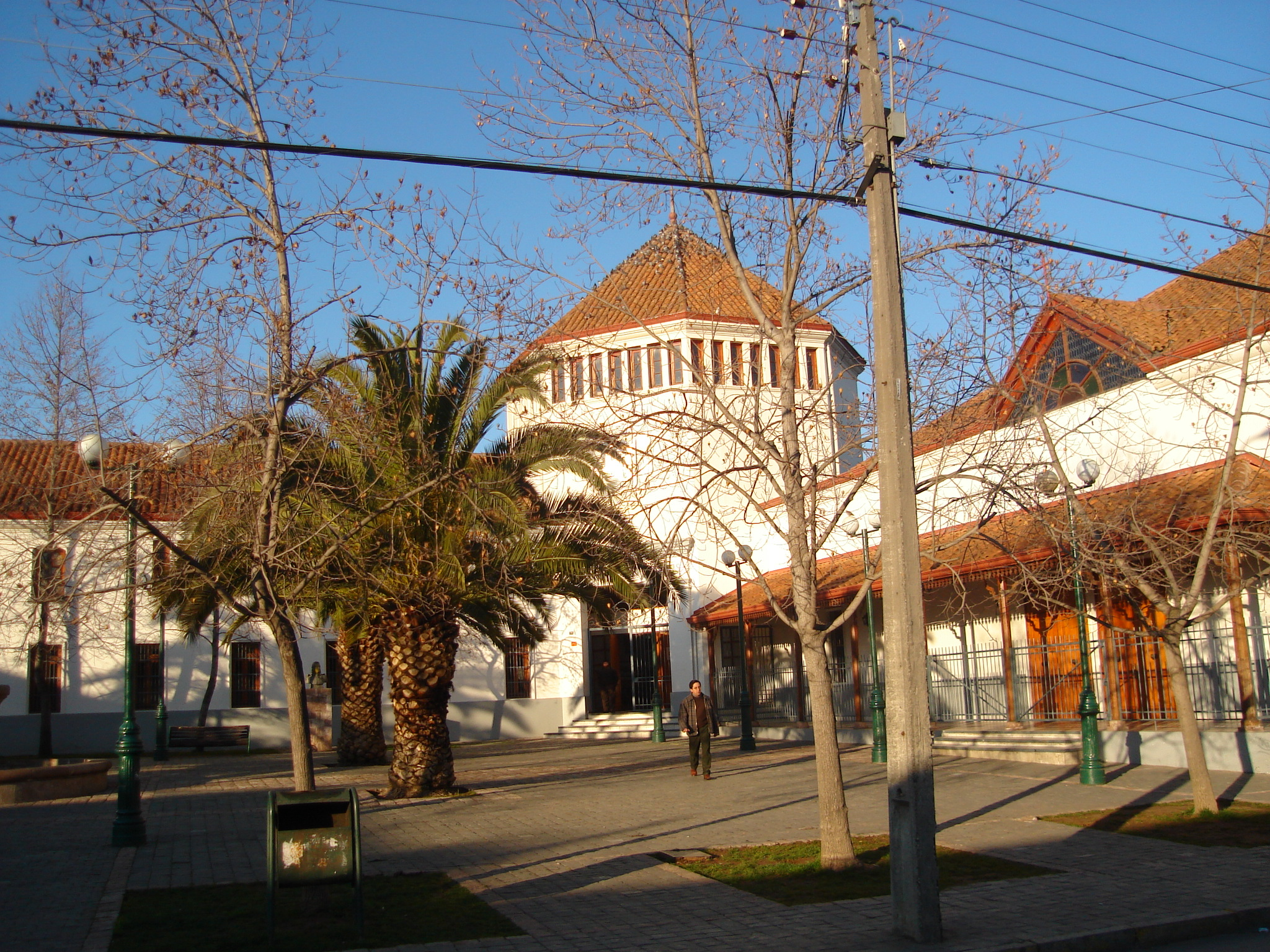
Instituto O'Higgins de Rancagua, Chile.

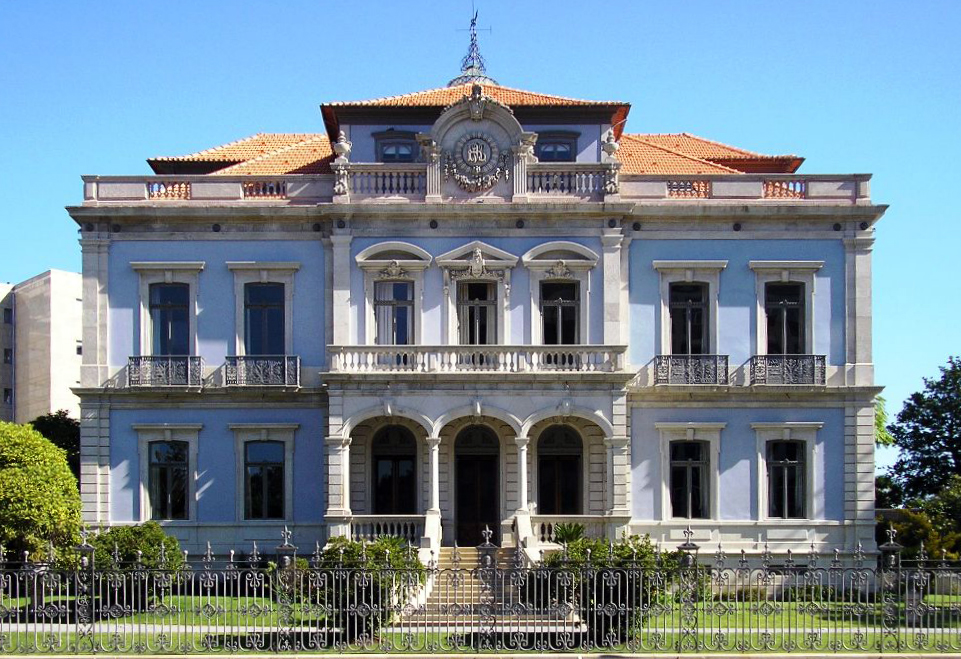
Antiguo colegio marista en Oporto, Portugal.

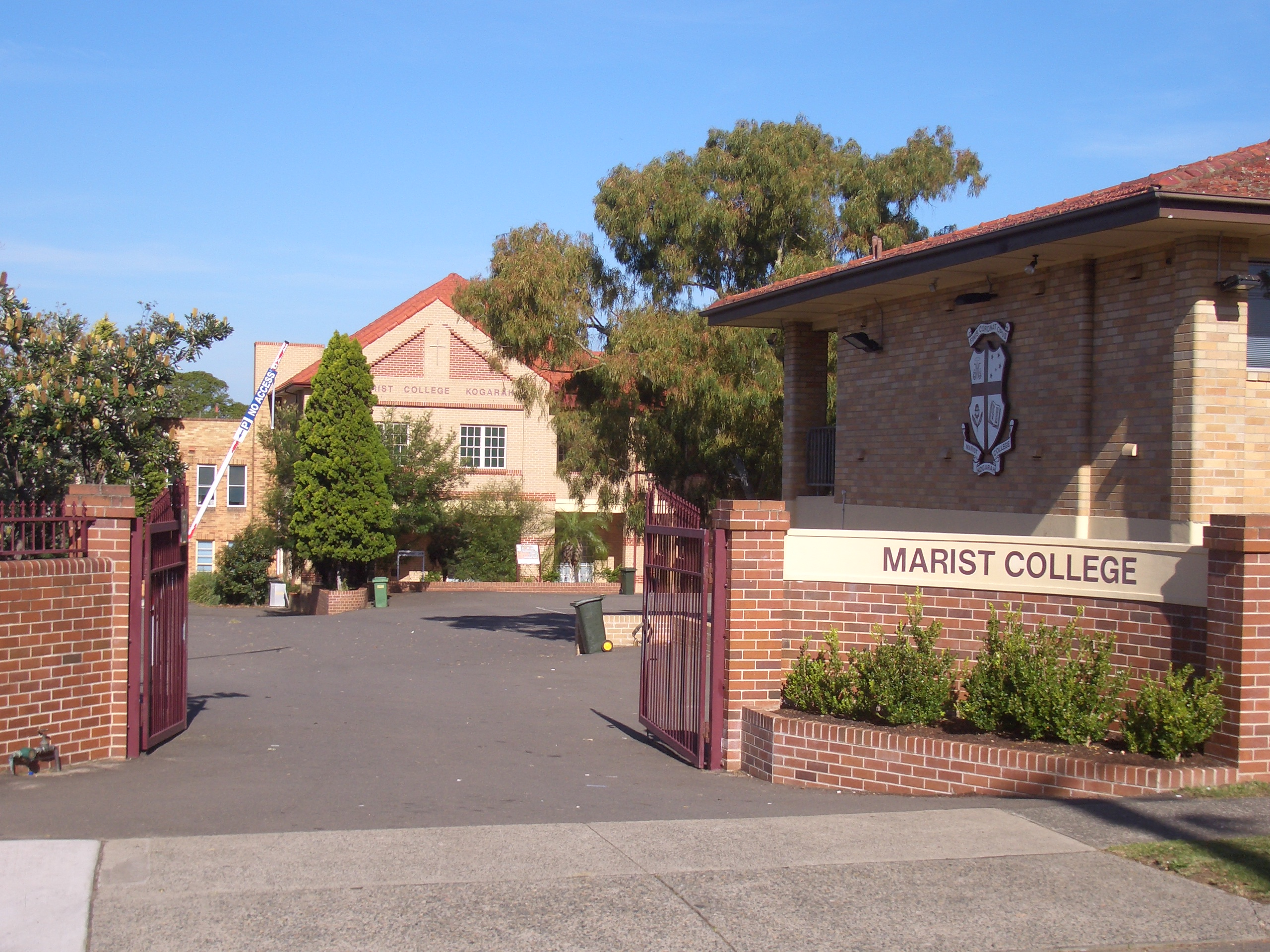
Colegio marista en Australia.

A 1 de enero de 2022, había 2.701 religiosos maristas en el mundo.
Administrativamente, la congregación de los Hermanos Maristas se divide en unidades territoriales denominadas provincias y distritos, dependiendo de su tamaño, que pueden agrupar en un país, a varios de ellos, o incluso en regiones. Este es el caso de México, Brasil, España y Australia, naciones que quedan divididas en distintas provincias.
Esta organización administrativa de los Hermanos Maristas se inicia el 21 de septiembre de 2001, fecha en que él, en ese entonces, Superior General de la Congregación Hermano Benito Arbués, comunicó los cambios a la Congregación. Las provincias maristas, según su continente, son:

### África
- Provincia de África Austral: Malaui, Zimbabue, Angola, Mozambique, Zambia, Sudáfrica.
- Provincia de África del Oeste: Costa de Marfil, Ghana, Camerún, Guinea Ecuatorial, Chad, Liberia.
- Provincia de África Centro Este: República Democrática del Congo, República Centroafricana, Kenia, Ruanda, Tanzania.
- Provincia de Nigeria
- Provincia de Madagascar

### América
- Provincia de Canadá.
- Provincia de Estados Unidos.
- Provincia de México Central: Ciudad de México, Estado de México, Michoacán, Guanajuato, San Luis Potosí, Oaxaca, Guerrero, Chiapas, Veracruz, Hidalgo y Querétaro.
- Provincia de México Occidental: Baja California, Chihuahua, Sinaloa, Nuevo León, Tamaulipas, Nayarit, Aguascalientes, Michoacán, Jalisco, Campeche, Yucatán y Haití.
- Provincia América Central: Costa Rica, El Salvador, Honduras, Guatemala, Nicaragua, Puerto Rico, Cuba.
- Provincia Norandina: Colombia, Venezuela, Ecuador.
- Provincia Santa María de los Andes: Bolivia, Chile, Perú.
- Provincia Cruz del Sur: Argentina, Uruguay, Paraguay
- Provincia del Brasil Centro-Norte: Goiás, Región Norte, Región Nordeste, Espírito Santo, Minas Gerais y Río de Janeiro (Brasil)
- Provincia del Brasil Centro-Sur: Goiás, São Paulo, Paraná, Santa Catarina y Mato Grosso del Sur (Brasil)
- Provincia Brasil Sur-Amazonía: Acre, Amazonas, Río Grande del Sur, Rondônia y Roraima (Brasil)
  - UMBRASIL: Distrito Federal (Brasil)

### Asia-Pacífico
- Provincia de Asia Este: Singapur, Malasia, Hong Kong, Corea, Filipinas y Japón.
- Provincia de Asia Sur: India, Sri Lanka y Pakistán.
- Distrito de Asia: Tailandia, Bangladés, Camboya, India y Filipinas.
- Distrito del Pacífico: Fiyi, Kiribati, Nueva Zelanda, Samoa, Tonga.
- Provincia Australia: Australia, Camboya, Timor Oriental, Papúa Nueva Guinea, Nueva Caledonia, Islas Salomón y Vanuatu.

### Europa
- Europa Centro-Oeste: Alemania, Bélgica, Gran Bretaña, Irlanda y Países Bajos.
- Provincia de L'Hermitage: Cataluña (España), Francia, Grecia, Suiza, Hungría y Argelia.
- Provincia Mediterránea: Málaga, Sevilla, Sanlúcar la Mayor, Córdoba , Priego de Córdoba, Badajoz, Granada, Sanlúcar de Barrameda, Jaén, Huelva, Almería, Cartagena, Murcia, Alicante, Valencia, Algemesi, Cullera, Castellón, Denia, Italia, Líbano y Siria
- Provincia Compostela: Asturias, Castilla y León, Galicia y Portugal.
- Provincia Ibérica: Vizcaya, La Rioja, Aragón, Navarra, Madrid, Navalmoral de la Mata, Guadalajara, Toledo y Rumania.

## Maristas en Latinoamérica

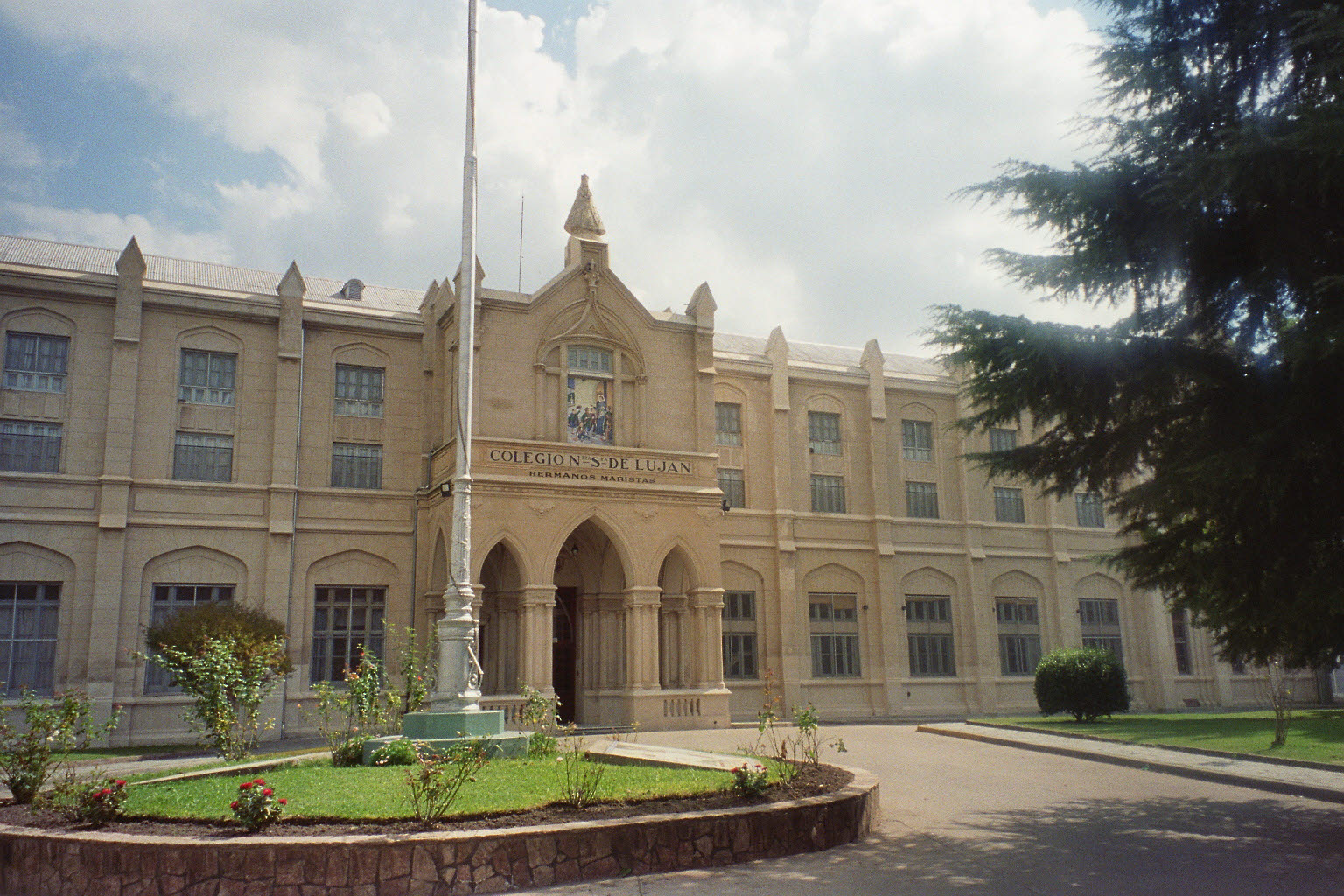
Colegio Nuestra Señora de Luján, Argentina.

Los maristas han desarrollado una amplia labor educativa en Latinoamérica, estando presentes en 19 países: Argentina, Bolivia, Brasil, Chile, Colombia, Costa Rica, Honduras, Cuba, Ecuador, El Salvador, Guatemala, Haití, México, Nicaragua, Paraguay, Perú, Puerto Rico, Uruguay y Venezuela.

### Argentina
Los Hermanos Maristas llegaron a Buenos Aires, Argentina, el 25 de octubre de 1903. Desde 1920 hasta 1964 existió la "Provincia Marista Argentina". En febrero de 1964 los maristas argentinos se subdividen en dos provincias: la "Provincia de Luján" y la "Provincia de Córdoba". En 1991 ambas Provincias se fusionan en la "Provincia Río de La Plata". 
Luego de la reestructuración en el año 2001, Argentina quedó inserta en la "Provincia Cruz del Sur", en ella se encuentra junto a Uruguay y Paraguay; es en Buenos Aires donde está la casa provincial y se realizan las acciones y obras de la congregación.
En Argentina podemos encontrar centros educativos maristas en las provincias de Buenos Aires, Córdoba, Mendoza, Entre Ríos, Santa Fe, Río Negro, Neuquén, Chaco y Jujuy. Actualmente en la provincia marista "Cruz del Sur" hay 28 escuelas y 14 centros educativos comunitarios entre Argentina y Uruguay, pertenecientes a la Congregación, en donde se realiza labor educativa y social. Desde el año 2016 el distrito del Paraguay se integra plenamente a la provincia "Cruz del Sur".

### Bolivia
La llegada de los Hermanos Maristas a Bolivia, en septiembre de 1917, supuso un primer contacto entre el Superior General Stratonique y el Obispo de La Paz Monseñor Dionisio Ávila, pero debido a la Primera Guerra Mundial, dicho empalme no tuvo mayores consecuencias. La congregación fue contactada, sin embargo, en diciembre de 1955, por Monseñor José de C. Rosenhammer de origen (austriaco) -que era obispo de San Ignacio de Velasco y fue vicario apostólico de Chiquitos-, con la idea de fundar un colegio. Los Hermanos Maristas de la entonces Provincia Marista de Bética -por medio del superior provincial hermano Ramón Sebastián- aceptan, de buen agrado, la invitación, y el 2 de diciembre de 1956 viaja el Hermano Pedro Lacunza desde Madrid - España con destino a Bolivia. Después de un largo viaje, el 8 de diciembre de ese mismo año, H. Pedro llega a la ciudad de Roboré, dando así los primeros pasos en la fundación de esta obra. 
Posteriormente, tras la aprobación, en 1957, de la apertura del Colegio Marista "Sagrados Corazones", arriban otros Hermanos al país andino, entre ellos los hermanos Pedro Alegre y Ángel Redondo. Bolivia es el único país suramericano en formar parte de una Provincia Marista de Europa debido a la tenacidad de esta diáspora; vale la pena añadir que la unión entre la Provincia Marista Bética y Bolivia se tornó mucho más palpable desde entonces.  
Décadas después, en 1988, "el H. Superior General y los Superiores Provinciales, después de un detallado estudio y para favorecer la vitalidad del Instituto, optan por una nueva reestructuración". Con la mente puesta en nuevas unidades administrativas, se piensa inmediatamente en agrupar algunas provincias en Europa, así como en todos los países de los demás continentes. Más adelante, en 2002, el Distrito Marista de Bolivia se separa y deja de pertenecer a la Provincia Marista Bética, sin embargo, en comunión con las antiguas provincias de Perú y Chile deciden seguir integradas con el nombre de "Provincia Santa María de los Andes". Al año siguiente, en septiembre de 2003, la Provincia Marista Bética se une a las antiguas provincias de Levante (España), Italia, Líbano y Siria (estas dos últimas lo realizan en junio de 2000) para formar la Provincia Marista Mediterránea.
La Provincia Marista tiene multitud de Comunidades en los países ya referidos y Obras Maristas a lo largo de todo el territorio boliviano: En 1957, Departamento de Santa Cruz , en las ciudades de Roboré - Provincia Chiquitos, se funda, con su llegada, la Comunidad Marista y el Colegio Sagrados Corazones. En 1964, habiéndose instalado en San José de Chiquitos, se funda la Comunidad Marista y el Colegio San José. Los Hermanos maristas arriban a Santa Cruz de la Sierra - Provincia Andrés Ibáñez en 1968, y son fundadas la Casa Provincial, la Comunidad Marista, la Casa de Espiritualidad “Villa Marista” y el Colegio "Marista". En Comarapa – Provincia Caballero, año 1971, se da apertura al Colegio "Gabriel René Moreno", y en Cochabamba, un año después, sucede igual con la Casa del Noviciado, la Comunidad Marista del Ticti Norte y el Colegio "Marista" (1972), entre otras acciones. 
Nuevamente, en Cochabamba, año 1997, se establecen el Colegio “Santa Mónica” y el Colegio “Nuestra Señora del Pilar”. Ulteriormente, año 1999, en Santa Cruz de la Sierra se erige el Colegio “Marcelino Champagnat”. Un año después, también en Cochabamba, se da inicio al Instituto Técnico “Nuestra Señora del Pilar (2000). Asimismo, en 2005, hace su aparición el Colegio “Santiago”, y en Comarapa, año 2015, el Instituto Técnico “Marcelino Champagnat”.

### Brasil
Brasil es el país con la mayor comunidad marista del mundo. Los Hermanos Maristas llegaron al gigante suramericano el 15 de octubre de 1897, al municipio de Congonhas en Minas Gerais. La Congregación en este país se encuentra dividida en tres unidades administrativas, denominadas provincias: "Brasil Centro-Norte", "Brasil Centro-Sur", "Brasil Sur-Amazonía", además del "Distrito Federal". Más allá de la labor pastoral y misionera, su trayectoria en el sur de Brasil, desde el año 1900, se ha distinguido por el aspecto pedagógico, como es habitual, pero en la provincia Marista Brasil Sul-Amazonia funciona incluso una universidad, "la PUCRS, que tiene más de 16 mil estudiantes presenciales y más de 30 mil bajo la modalidad EAD (educación a distancia)."  Esto requiere de un capital humano ingente, ya que en dicha provincia hacen presencia 112 Hermanos y más de 10 mil colaboradores, y operan igualmente 26 escuelas y nueve unidades sociales, que atienden a más de dos mil estudiantes.
El trabajo marista en Brasil pone énfasis en la educación y la asistencia social. Los Maristas tienen en este país alrededor de 200.000 alumnos, 24.086 Hermanos y colaboradores, 100 unidades sociales, 78 colegios, 3 universidades (entre ellas la Pontificia Universidad Católica de Río Grande del Sur, la Pontificia Universidad Católica de Paraná y la Universidad Católica de Brasilia), así como una editorial de libros didácticos (FTD).

### Chile
| Maristas en Chile | Maristas en Chile | Maristas en Chile |
| ----------------- | ----------------- | ----------------- |
| Año               | Hermanos          | Alumnos           |
| 1946              | 108               | 3800              |
| 1956              | 160               | 5100              |
| 1965              | 200               | 5883              |
| 1975              | 144               | 7275              |
| 1985              | 113               | 7882              |

Los Hermanos Maristas llegaron a Chile el 27 de febrero de 1911, arribaron a la ciudad de Los Andes, Región de Valparaíso. El 25 de marzo de ese año, se abría el primer colegio Marista del país, el Instituto Chacabuco.
En sus inicios, los colegios maristas ocuparon los territorios propiedad del Centro Cristiano, perteneciente a la arquidiócesis de Santiago de Chile. Sólo con el tiempo, la Congregación fue adquiriendo la propiedad de los terrenos, a costa de grandes esfuerzos económicos.
Entre 1915 y 1946, los maristas chilenos fueron integrados en el "Distrito Marista Chile-Perú". Finalmente, las Provincias se separaron hacia 1947. En 1972 se realizaron las primeras "Olimpiadas Maristas", competición deportiva de todos los colegios maristas del país, que se celebran hasta hoy. Desde 2001, la Congregación en Chile, junto con las de Bolivia y Perú, conforman la "Provincia Santa María de los Andes".
Actualmente, los Maristas trabajan en las comunas de: Alto Hospicio (Colegio Marista Hermano Fernando), La Serena (Colegio Nuestra Señora de Andacollo), Los Andes (Instituto Chacabuco), Quillota (Instituto Rafael Ariztía y Fundación Diego Echeverría), Villa Alemana (Colegio Champagnat), Limache (Instituto Santa María), Santiago (Instituto Alonso de Ercilla), La Pintana (Colegio Marcelino Champagnat), Rancagua (Instituto O'Higgins), San Fernando (Instituto San Fernando) y Curicó (Instituto San Martín). Algunos de estos colegios han sido traspasados a fundaciones educacionales ad hoc para su administración. Además cuentan con una ONG destinada a la solidaridad, la Fundación Marista por la Solidaridad Juvenil (GESTA). Actualmente, la cantidad de hermanos profesos y las nuevas vocaciones han disminuido considerablemente.

### Colombia
La presencia de los Hermanos Maristas en Colombia, se hace realidad cuando llegaron a la ciudad de Popayán, el 26 de noviembre de 1889, desde el puerto de Burdeos-Francia. Los hermanos fundadores de esta gran obra fueron: Teófano: (Superior General de la Comunidad); Ángelo: (Superior-quien a su vez dirigió la provincia en el país), Pelayo, Candidien, Athénodore, Deícola, (de origen francés), Libérature (de Suiza), y Carlos (de España), procedían de la entonces Provincia Marista: Saint-Paul-Trois-Châteaux. Colombia fue el primer país al cual llegaron los maristas en Latinoamérica. Por ese entonces se creó la Provincia Marista Colombiana, que existió hasta 2003 con la formación de la Provincia Norandina (desde la sede provincial en Bogotá se dictan los planes para Venezuela y Ecuador). Como el énfasis de la congregación ha sido la educación a través de la pedagogía marista caracterizada por el amor a María, el espíritu de familia, el amor al trabajo, la sencillez de vida y la espiritualidad, se pretende que los niños y jóvenes conozcan y amen a Jesucristo, para ayudarles a ser buenos cristianos y buenos ciudadanos, para materializar de esta forma, el sueño de San Marcelino Champagnat. 
Se fundaron colegios en varias ciudades como Popayán. En 1890 los Maristas dieron comienzo a su labor pedagógica en la "Escuela de Varones No. 1 y 2", trasladándose en1891 a la "Escuela del Carmen", justo cuando se conmemoraba el centenario de la independencia. Este centro educativo experimentó un giro sustancial casi dos décadas después en la medida que se dio inicio a la enseñanza industrial. De esta forma el arte tipográfico se vio impulsado a partir de 1910, principalmente a través de la encuadernación como actividad económica. Anteriormente, en 1897, el Colegio San Luis Gonzaga es fundado en Cali, con 45 alumnos inscritos. Mucho después, en 1928, los Hnos. Julio José, Clemente Eliseo, Hernando y Porfirio Julián fundan el Colegio San José, en Armenia (Quindío).
También se fundaron escuelas y colegios en San Juan de Pasto, en 1893 inician con la fundación de la "Escuela Santo Domingo", y en 1916 hacen lo propio con el "Liceo La Inmaculada" , que en 1951 pasa a denominarse Instituto Champagnat, sede actual del colegio. A 10 km de la frontera con Ecuador, en Pupiales, se establecen desde 1907 e imparten su conocimiento en la "Escuela Niño Jesús de Praga". A partir de 1950 llegan a Ipiales, y fundan el "Instituto Luna Zambrano", en 1961 se trasladan de lugar y pasan a nombrarse: Colegio Champagnat. A Ibagué arriban, por su parte, los Hnos. Florido, Arsenio, Astión y Pedro Claver en 1895, organizando bajo la orientación del Hno. Claver la "Escuela San Luis Gonzaga", que para 1936 adopta el nombre de "Colegio San Luis Gonzaga", y luego en 1997 se trasladan de sitio y adoptan el nombre de Colegio Champagnat.
La Comunidad de Hermanos Maristas llega, poco tiempo después, a Manizales, en mayo de 1907, y funda el Colegio de Cristo gracias a la petición del Señor Obispo, Don Gregorio Nacianceno Hoyos; llegan a Santa Rosa de Cabal en1909 y fundan el Colegio de Jesús.  Luego de un traslado, en 1997, dicha institución toma el nombre de Colegio Champagnat. 
En Bogotá se establecen desde 1938 y fundan el "Instituto del Carmen", un año antes Colegio de Varones; en el año 1980, durante la Semana Marista de Acción, a este instituto se le cambió de nombre, y se pasó a llamar, como ha sido reiterativo, Colegio Champagnat. Se resalta también la obra Marista en materia de concesiones y educación integral, toda vez que en 2019 le fueron otorgados dos nuevos colegios Distritales, para un total de cuatro, llegando así lugares periféricos de la capital del país. En 1999 se establece en Pereira la comunidad “Hermano Nicolás Tovar”, y los Hermanos realizan además un trabajo solidario con actividades pastorales en barrios marginales, en Sibundoy realizan su labor para los indígenas en la Inst. Educativa Champagnat.
Finalmente, en Villavicencio lograron, tras participar en un proceso de licitación, lograron asumir la administración de una propuesta educativa, para el año 2012, dando origen a la Institución Educativa Champagnat Pinares de Oriente; de igual manera cuentan con una fundación de exalumnos maristas llamada: "Fundema". Entre los personajes de esta congregación, cabe destacar al hermano Andrés Hurtado García.
Notas:

### Ecuador
La obra Marista en Ecuador comienza en 1929 con la llegada de siete Hermanos a Catacocha, ciudad ubicada en el sur del país, provincia de Loja. Fueron ellos: Luciano, Alberto, Jaime, Isidro, Bernardo, Félix y David, pioneros de la educación católica, "quienes gracias a las gestiones incansables de Mons. Jorge Guillermo Armijos, párroco de este lugar, hicieron posible este sueño". Los citados Hermanos dieron allí apertura a la escuela "Nuestra Sra. de El Cisne", que luego se convirtió en “Unidad Educativa Marista", un centro inaugurado en 1957 y financiado enteramente por el Estado. 
Los Hermanos Maristas llegan, en 1961, a Quito, más precisamente a la "Academia Militar Ecuador", produciéndose una rápido desarrollo de obras maristas, y la fundación -cuatro años después-, de la Escuela particular Borja N.º 2., que actualmente tiene 1195 estudiantes y 52 docentes. En ciudades como Quevedo , Provincia de Los Ríos, también hay presencia Marista, pues, en 1965, se funda la Unidad Educativa América Educación Básica, y, en 1972, la Unidad Educativa América Bachillerato, esta última, dirigida totalmente por seglares. A la ciudad de Loja llegan en 1965, dando apertura al Instituto Tecnológico Superior “Daniel Álvarez Burneo”, que hace parte de la Fundación del mismo nombre. Esta ciudad tiene la particularidad de contar, desde 1971, con una universidad Marista, la Universidad Técnica Particular de Loja, sin dejar de lado albergues y hogares como el Albergue "P. Julio Villarroel", y el Hogar “Marcelino Champagnat”. 
Los Hermanos arriban, asimismo, a Macará en 1969, y se hacen cargo de la "Escuela San Tarsicio," hoy Unidad Educativa Marista Macará Educación Básica Elemental. En 1971, el Ministerio de Educación de ese país avala el funcionamiento del "Colegio Diurno Fisco Misional Marista de Macará" -Ciclo Básico-, también con cargo al Presupuesto del Gobierno Nacional.
Sucumbíos, particularmente su capital Nueva Loja, es otro de lo lugares que acogió la avanzada Marista en el país suramericano. Allí fundaron, en 1997, un centro educativo para indígenas (de las cinco etnias que allí habitan). Fue nombrado Unidad Educativa Comunitaria Fiscomisional Intercultural Bilingüe Abya Yala, se trata de un grupo misionero que vive entre los indígenas de la provincia de Sucumbíos. Vale la pena añadir que estos Hermanos están vinculados o integrados al Equipo de Pastoral Indígena.
Se considera que con la llegada del colectivo Marista a Ecuador, se transformó radicalmente la educación, desplazando la filosofía de "la letra con sangre entra", y dando paso a una pedagogía centrada en el amor, la buena voluntad y la solidaridad. Actualmente, a los Hermanos de este país se los reconoce con el nombre de “Agrupación Marista Ecuatoriana” (AME), y pertenecen a la provincia Norandina.

### Guatemala
Los Hermanos Maristas llegaron a Guatemala en abril de 1932, y según registros los primeros en llegar fueron miembros colombianos, entre ellos, Josías, Alcides, Efrén, Pedro y Rodolfo, quienes casi de inmediato estuvieron "presentes en el colegio San José de los Infantes, para empezar las clases el 15 de mayo, con 90 niños, que llegaron a ser ese año 135."   
De esta manera se empezó a forjar una labor de promoción de la educación en niños y jóvenes, particularmente en barrios marginales de la capital guatemalteca. En 1954, el Colegio Infantes cambió de nombre, y pasó a llamarse "Liceo Guatemala" luego de que las aulas del colegio se quedaran chicas ante la creciente demanda de la educación impartida por los Hermanos Maristas. "El Colegio San José de los Infantes fue regido por los Hermanos Maristas de 1932 a 1952. En ese tiempo creció con gran fuerza y rapidez, gracias a la disciplina, el orden, los valores y los resultados académicos, enmarcados en la 'pedagogía de la presencia'" .
En 1965, como una campaña en pro de los niños más necesitados de los barrios de la zona 6, en Ciudad de Guatemala, fue fundada la Escuela Marista, ubicada en la Colonia Santa Isabel, Municipio de Chinautla, región metropolitana.
Hoy en día, la Comunidad Marista hace parte de la llamada Provincia Marista de América Central, una organización que también incluye centros educativos en países como Nicaragua, Costa Rica, El Salvador y Puerto Rico.

### México
Cuando los Hermanos Maristas arribaron a México en 1899, establecieron su primer centro educativo en Guadalajara, Jalisco, bajo la orientación del H. Pedro Damián. Cabe aclarar que de forma paralela llegó a Mérida, Yucatán, un segundo grupo, y desde estas dos ciudades tuvo lugar una peregrinación que se extendió hasta el Bajío, Michoacán y el Distrito Federal, en la zona centro, así como al sureste de la República Mexicana: Campeche, Chiapas, Oaxaca y Veracruz. "Los principios no fueron fáciles; a las penalidades naturales del aprendizaje de una nueva lengua y de una nueva cultura se añadió el contratiempo de la enfermedad. La fiebre amarilla causó la muerte de casi una docena de Hermanos entre los años 1899 y 1910. La mayoría de los Maristas de esta primera época eran franceses. En 1908 se constituyó la Provincia Marista de México".
Otro hito importante en este proceso fue entonces la decisión de dividir esta provincia en 1959, surgiendo así las Provincias de México Occidental y México Central. Antes de que se produjera dicha separación, aproximadamente en 1914, algunos Hermanos se trasladaron a Cuba y, con su labor, ayudaron a extender la obra Marista hacia Centroamérica. Esto sucedió en medio de la clandestinidad, ya que en aquellos días una corriente revolucionaria terminó clausurando varias escuelas y casas de formación, suscitando de esta forma mucha incertidumbre al interior de la comunidad.
Los Hermanos Maristas adelantaron, igualmente, varias misiones, entre ellas, la Misión de Tarahumara (1961) cuya experiencia se intentó replicar con éxito en África Central, estableciendo una misión en Tanzania (1991). En 2009, la provincia de México Occidental asume la Misión de Haití, donde hoy en día se llevan a cabo varios proyectos sociales.
Actualmente, la provincia de México Occidental parece haber consolidado un proyecto educativo idóneo en buena parte del territorio mexicano, aunque ambas provincias tienen allí presencia casi de forma paritaria. No en vano el proyecto en cuestión "contempla las diferentes dimensiones del ser humano", y "adapta las nuevas tendencias educativas mundiales a su proyecto único de enseñanza,"  un programa basado en la sencillez; el espíritu de familia; el amor al trabajo, y en seguir el modelo de María.

### Paraguay
Comprendiendo el orden de llegada, para fines de 1968; Los Hermanos Maristas a Paraguay desembarcaron procedentes de Cataluña – España, fundando el distrito como Unidad Administrativa, esta es sin inquietud una de las más recientes y jóvenes en Suramérica en fundarse, funcionando varios centros, para el año 1992 se establece el colegio Maristas Champagnat, en la ciudad de Coronel Oviedo. A quien se le atribuye de los hermanos en la misión de fundar en el país esta comunidad, está retirado de responsabilidad, es el hermano Santiago Sánchez quien tiene la experiencia de ver cómo ha crecido los Maristas en su país. Esta no es tarea fácil pero no imposible, las costumbres, diferencias ideológicas, falta de acceso de medios para subsistir , aunque el tiempo sigue, pero los Maristas han estado allí. Por cerca de 20 años, todas sus obras sociales y educativas en Paraguay se ubica en algunos países con una importante aporte, gracias a la ONG SED (Solidaridad, educación y desarrollo). Se funda en 1992 bajo la familia marista española, han participado en varios proyectos en países donde se encuentra la congregación. De la mano de SED, el pueblo ha visto cómo la ayuda es posible, de la mano del Creador, enmarcado en la familia marista Paraguaya. 
Para el 30 de agosto del año 2016, este distrito se adhiere a la Familia Marista de la Provincia Cruz del Sur que la integran Argentina y Uruguay. Las ciudades donde se encuentra la obra Marista Paraguaya son: Coronel Oviedo- Caaguazú en 1987 se funda como el Colegio Champagnat, en 1992 se cambia de nombre a Colegio Maristas Champagnat, en la actualidad funciona en las ciudades de: Caaguazú el Centro Educativo Marista-Caaguazú, repartido en: Escuela Básica Inmaculada Concepción y Escuela Marcelino Champagnat y Colegio Inmaculada Concepción, en Horqueta - departamento de Concepción en 1953 dirigen el Colegio Parroquial Sagrado Corazón de Jesús, en 1968 se encargan del Liceo Alejo García, y en 1971 en la Escuela La inmaculada, hoy funcionan estas instituciones dentro del Centro Educativo Marista-Horqueta y un centro abierto denominado: “Mitanguéra Rekove”, en donde acude población infantil vulnerable en 1993 en la ciudad de Limpio - Central se ubica el Centro Educativo Maristas “Sagrada Familia”-Limpio, a partir de 1970 en la capital Asunción se concentra el Centro Educativo Maristas “San Pablo”-Asunción, iniciada por los padres Franciscanos y continuada en 1994 por los Hermanos Maristas. Y en Fischat (en El Chaco) - departamento de Boquerón en la población Indígena de Chulupíes con la ONG marista SED.

### Perú
La Comunidad Hermanos Maristas tienen su ingreso al Perú, en el año 1909 entrando en el conocido sector del Callao, los hermanos fundadores son: Marie Charles, Gedeón, Modesto, (de Francia); Luis Plácido (de España) y Arthur (de Inglaterra), ellos son los artífices creándose primero la Provincia de Perú, entre 1915 y 1946 formaría el distrito de Chile-Perú, luego separándose en 1947. Después de realizar los diferentes solicitados de la comunidad católica para ofrecer educación de la fe y en general, el 15 de marzo de ese año fundaron el Colegio San José. bajo el nombre de: "English Comercial School", el cual se cambiaría a su actual nombre en 1962.
Más tarde se realizaría una nueva fundación. El 6 de febrero de 1923 con otra obra Marista en el país se consolida y se crea el Colegio San Luis, ubicado en el distrito de Barranco empezando la asistencia a clases de estudiantes del vecino distrito de Miraflores (Lima).
Aceptando la demanda e importancia las obras Maristas, en enero de 1927, las autoridades de este distrito realizan las actividades con la Congregación para una fundación del colegio en aquel sector, el 4 de abril de 1927 se funda el Colegio Champagnat, en principio se dieron en dos pequeñas casas en la calle Bellavista, con 48 alumnos para los primeros grados de primaria. Los hermanos fundadores de esta obra fueron: Plácido Luis, Fausto y Félix, con su vocación por la educación y su amor a Jesús y María, abrieron los humildes comienzos de estos caminos maristas en Perú, después de la reestructuración mundial de provincias que se dio para el año 2001, en 2002, es que se ubica dentro de la Provincia Marista Santa María de los Andes, junto a Bolivia y Chile.
Ampliándose con esto su atención a alumnos en los niveles de educación primaria y secundaria, con una buena acogida de la comunidad peruana se suscitan de lleno la fundación de institutos dirigidos por los Hermanos Maristas, en 1980 llega un giro en su vida académica, se fusionan de: Colegio Maristas de San Isidro (Lima) a Colegio Champagnat (Lima) de este distrito en uno solo. Los primeros años escolares hasta el cuarto de primaria serían en el distrito de San Isidro y el resto de los años en Miraflores. Por algunos años se los conocería con el nombre de "Colegio Maristas", ya finalizando el siglo XX volvió al actual nombre inicial “Champagnat” en homenaje al fundador de la congregación, en este proceso de transformación de la congregación que para el año de 1999 en una trascendental decisión, se vende la antigua sede del Colegio Maristas San Isidro, en el que hoy es un parque, donde se inauguró un memorial marista en homenaje a los cinco mil estudiantes de las 38 promociones, que pasaron por este sitio que estudiaron entre 1934 y 1979 ; En el área de Lima Metropolitana, se abren a nuestras puertas a la coeducación: en el distrito de Los Olivos sembrada en 1998 se encuentra su obra social como Colegio Católico Padre Champagnat, en el distrito de Santiago de Surco desde 1927 está el Colegio Champagnat, hoy con amplias estructuras e instalaciones modernas, desde la fe se educan niños, niñas y adolescentes, desde Inicial de 3 años hasta 5.º grado de Secundaria, como también funciona en este sector la Universidad Marcelino Champagnat siendo la primera que se encuentra en el continente suramericano desde 1990, bajo el carisma del Padre Champagnat que motiva a toda nuestra Comunidad Educativa. 
En el transcurso de estos años todas las obras Maristas han generado presencia en otros lugares de Lima y provincias, como lo es: Arequipa-Distrito de Yanahuara desde 1995 es Colegio Champagnat, a Cajamarca desde 1953 como Colegio Cristo Rey Maristas y en 1961 funciona la Inst. Educativa San Marcelino Champagnat; Desde el 2008 en la provincia de Lima en el distrito de Villa María del Triunfo está el I.E. "Santa María de Los Andes", en el Distrito de San Juan de Miraflores a partir de 1968 con el Colegio Manuel Antonio Ramírez Barinaga y en el distrito de Santa Eulalia al Colegio Marcelino Champagnat Santa Eulalia, al Departamento de Lima, se ubica en la provincia de Huaura en 1932 en la ciudad de Huacho el Colegio San José Maristas - Huacho, a Sullana – Departamento de Piura llegan en 1938 e inician en el Colegio Santa Rosa, y para 1969 realizan su labor social con él Colegio San José Obrero - Sullana, en Tacna desde 1963 como Colegio Champagnat, para 1995 en el Trujillo – Departamento de La Libertad se funda el Colegio Privado Mixto Champagnat, realizando nuevas formas de atender la educación, a la vez desafiando el paso del tiempo.

### Uruguay
En Uruguay existen 3 obras Maristas: la Comunidad de Tacuarembó, el Hogar Marista (Centro Educativo Comunitario) y la Casa de Retiro Marista. Además de cuatro colegios: el Colegio y Liceo Santa María y Zorrila de San Martín en Montevideo, San Luis en Durazno y San Luis de Pando.

### Venezuela
Los hermanos entran a este país, situándose en Maracaibo, en el occidental Estado Zulia, es la cuna de la historia de los Hermanos Maristas en Venezuela. El 16 de septiembre de 1925 los hermanos Ildefonso, Carlos Florentino, Félix Anselmo, Emeterio Ignacio y Sebastián José llegaron a Maracaibo procedentes de España para fundar el primer colegio católico para varones de Maracaibo, cumpliendo una de las ilusiones del episcopado venezolano y las instrucciones que el papa Pío XI girara en carta de fecha 5 de julio de 1923 a los obispos venezolanos.
Comenzaba el año escolar 1925-1926. El 5 de octubre se iniciaron las clases en los salones del Seminario Mayor de Maracaibo, sede improvisada del colegio, donde 38 alumnos presentaron exámenes para determinar en cuál de los tres grados abiertos se ubicarían. Había nacido el Colegio Nuestra Señora de Chiquinquirá en honor a Nuestra Santa Patrona "La Chinita".
Desde entonces la obra Marista se ha extendido por todo el territorio venezolano con la fundación de los colegios: Colegio Champagnat en Caracas, Distrito Capital; San José y Escuela Técnica San Marcelino Champagnat en Maracay, Estado Aragua; H. Ildelfonso Gutiérrez, Manuel Puchi Fonseca y Misael Vílchez, en Maracaibo; San Pablo en Machiques; Juan XXIII en Cardón; la Escuela Granja Santa Catalina en el Estado Delta Amacuro; el Asentamiento Campesino Escuela Marcelino Champagnat en La Cañada de Urdaneta; Colegio San José y la Escuela Taller San Vicente en Maracay, Estado Aragua; y el Centro Comunitario La Morenera en San Fernando de Apure, Estado Apure.

## Hermanos Maristas santos y mártires

### Santos
- San Marcelino Champagnat (1789-1840), fundador de la Congregación.

- San Pedro Chanel (1803-1841), protomártir de Oceanía

### Beatos
- 47 Hermanos Mártires de España, muertos en la Guerra Civil:[104]
  - Hermano Bernardo (1889-1934)
  - Hermano Laurentino (1881-1936)
  - Hermano Virgilio (1891-1936)
  - Hermano Alberto María (1910-1936)
  - Hermano Ángel Andrés (1899-1936)
  - Hermano Anselmo (1879-1936)
  - Hermano Antolín (1891-1936)
  - Hermano Baudilio (1888-1936)
  - Hermano Bernabé (1877-1936)
  - Hermano Carlos (1917-1936)
  - Hermano Dionisio (1903-1936)
  - Hermano Epifanio (1874-1936)
  - Hermano Felipe (1891-1936)
  - Hermano Félix (1911-1936)
  - Hermano Fortunato (1898-1936)
  - Hermano Frumencio (1909-1936)
  - Hermano Gabriel (1913-1936)
  - Hermano Gaudencio (1894-1936)
  - Hermano Gil (1907-1936)
  - Hermano Hermógenes (1908-1936)
  - Hermano Isaías (1899-1936)
  - Hermano Ismael (1909-1936)
  - Hermano Jaime Ramón (1898-1936)
  - Hermano José Carmelo (1908-1936)
  - Hermano José Federico (1916-1936)
  - Hermano Juan (1913-1936)
  - Hermano Juan de Mata (1898-1936)
  - Hermano Laureano (1889-1936)
  - Hermano Leónides (1884-1936)
  - Hermano Leopoldo (1885-1936)
  - Hermano Licarión (1895-1936)
  - Hermano Lino (1899-1936)
  - Hermano Matiniano (1901-1936)
  - Hermano Miguel (1899-1936)
  - Hermano Porfirio (1899-1936)
  - Hermano Priscilano (1899-1936)
  - Hermano Ramón (1914-1936)
  - Hermano Salvio (1884-1936)
  - Hermano Santiago (1894-1936)
  - Hermano Santiago María (1912-1936)
  - Hermano Santos (1907-1936)
  - Hermano Teódulo (1890-1936)
  - Hermano Víctor (1898-1936)
  - Hermano Victorino (1881-1936)
  - Hermano Vito (1893-1936)
  - Hermano Vivencio (1908-1936)
  - Hermano Vulfrano (1909-1936)

- Un Hermano Mártir de Argelia, muerto en la Guerra Civil:[105]

- - Hermano Henri Vergès[106] (1930-1994)

### Venerables
- Hermano Francisco, Gabriel Rivat (1808-1881),[107] superior general entre 1840 y 1860.
- Hermano Alfano, Carlos Giuseppe Vaser (1873-1943).[108]

### Siervo de Dios
- Hermano Basilio Rueda (1924-1996),[109] superior general entre 1967 y 1985.